# Neothoracaphis garhwalensis
Neothoracaphis garhwalensis är en insektsart. Neothoracaphis garhwalensis ingår i släktet Neothoracaphis och familjen långrörsbladlöss. Inga underarter finns listade i Catalogue of Life.